# Station Hobro
Station Hobro is een station in Hobro in het noorden van Denemarken. Hobro ligt aan de lijn Århus - Aalborg. Voorheen lag het ook aan de lijn Hobro - Løgstør. Het huidige gebouw, ontworpen door de architect Thomas Arboe, dateert uit 1893. Sinds 1992 is het een beschermd monument.